# CONCACAF Gold Cup 1996
La CONCACAF Gold Cup 1996 è stata la 13ª edizione (la 3ª con la formula attuale) di questo torneo di calcio continentale per squadre nazionali maggiori maschili organizzato dalla CONCACAF.
Il torneo si è disputato negli Stati Uniti d'America dal 10 al 21 gennaio 1996 nelle città di Los Angeles, San Diego e Anaheim. Le nove squadre partecipanti furono divise in tre gironi da tre; le prime classificate di ogni girone, più la migliore seconda, passavano in semifinale. Per la prima volta il torneo vide la partecipazione di una nazionale non appartenente alla CONCACAF, il Brasile, che presentò tuttavia una squadra composta esclusivamente da Under-23. Il trofeo fu vinto per la quinta volta dal Messico, che sconfisse in finale il Brasile per 2-0.

## Formula
- Qualificazioni

34 membri CONCACAF: 9 posti disponibili per la fase finale. Stati Uniti (come paese ospitante) e Brasile (in qualità di ospite della manifestazione, affiliata alla CONMEBOL) sono qualificati direttamente alla fase finale. Rimangono 33 squadre per sette posti disponibili per la fase finale. Le squadre e i posti disponibili sono suddivisi in tre zone di qualificazione: Nord America (2 posti), Centro America (3 posti), Caraibi (2 posti).
Zona Nord America - 2 squadre, si qualificano di diritto alla fase finale.
Zona Centro America - 7 squadre, partecipano alla Coppa delle nazioni UNCAF 1995, le prime tre classificate si qualificano alla fase finale.
Zona Caraibi - 24 squadre, partecipano alla Coppa dei Caraibi 1995, le due finaliste si qualificano alla fase finale.
- Fase finale

Fase a gruppi - 9 squadre, divise in tre gruppi da tre squadre. Giocano partite di sola andata, le prime classificate e la migliore seconda accedono alle semifinali.
Fase a eliminazione diretta - 4 squadre, giocano partite di sola andata. La vincente si laurea campione CONCACAF e si qualifica alla FIFA Confederations Cup 1997.

## Squadre partecipanti
| Pr. | Squadra                   | Data di qualificazione certa | Partecipante in quanto                               | Partecipazioni precedenti al torneo                             | Ultima presenza          |
| --- | ------------------------- | ---------------------------- | ---------------------------------------------------- | --------------------------------------------------------------- | ------------------------ |
| 1   | Stati Uniti               | -                            | Rappresentativa della nazione ospitante              | 4 (1985, 1989, 1991, 1993)                                      | Stati Uniti-Messico 1993 |
| 2   | Brasile                   | -                            | Ospite della manifestazione (CONMEBOL)               | -                                                               | Esordiente               |
| 3   | Messico                   | -                            | Qualificata di diritto                               | 10 (1963, 1965, 1967, 1969, 1971, 1973, 1977, 1981, 1991, 1993) | Stati Uniti-Messico 1993 |
| 4   | Canada                    | -                            | Qualificata di diritto                               | 5 (1977, 1981, 1985, 1991, 1993)                                | Stati Uniti-Messico 1993 |
| 5   | Honduras                  | 10 dicembre 1995             | 1ª classificata della Coppa delle nazioni UNCAF 1995 | 8 (1963, 1967, 1971, 1973, 1981, 1985, 1991, 1993)              | Stati Uniti-Messico 1993 |
| 6   | Guatemala                 | 10 dicembre 1995             | 2ª classificata della Coppa delle nazioni UNCAF 1995 | 9 (1963, 1965, 1967, 1969, 1973, 1977, 1985, 1989, 1991)        | Stati Uniti 1991         |
| 7   | El Salvador               | 10 dicembre 1995             | 3ª classificata della Coppa delle nazioni UNCAF 1995 | 6 (1963, 1965, 1977, 1981, 1985, 1989)                          | 1989                     |
| 8   | Saint Vincent e Grenadine | 27 luglio 1995               | 2ª classificata della Coppa dei Caraibi 1995         | -                                                               | Esordiente               |
| 9   | Trinidad e Tobago         | 28 luglio 1995               | 1ª classificata della Coppa dei Caraibi 1995         | 7 (1967, 1969, 1971, 1973, 1985, 1989, 1991)                    | Stati Uniti 1991         |

Nella sezione "partecipazioni precedenti al torneo", le date in grassetto indicano che la nazione ha vinto quella edizione del torneo, mentre le date in corsivo indicano la nazione ospitante.

## Stadi
| Anaheim                       | Los Angeles                   | San Diego           |
| ----------------------------- | ----------------------------- | ------------------- |
| Anaheim Stadium               | Los Angeles Memorial Coliseum | Jack Murphy Stadium |
| Capienza: 64.593              | Capienza: 93.607              | Capienza: 60.836    |
|                               |                               |                     |
| Anaheim Los Angeles San Diego |                               |                     |

## Fase finale

### Fase a gruppi

#### Gruppo A

##### Classifica
| Pos | Squadra                   | P.ti | G | V | N | P | GF | GS | DR |
| --- | ------------------------- | ---- | - | - | - | - | -- | -- | -- |
| 1   | Messico                   | 6    | 2 | 2 | 0 | 0 | 6  | 0  | +6 |
| 2   | Guatemala                 | 3    | 2 | 1 | 0 | 1 | 3  | 1  | +2 |
| 3   | Saint Vincent e Grenadine | 0    | 2 | 0 | 0 | 2 | 0  | 8  | -8 |

##### Risultati
| Arbitro: | Baharmast |

|                                                          |           |  |
| L. García Postigo 29’, 37’ Peláez 70’, 90’ A. Garcia 80’ | Marcatori |  |

| Arbitro: | Gutiérrez |

|          |           |  |
| Rizo 89’ | Marcatori |  |

| Arbitro: | Prendergast |

|  |           |                                   |
|  | Marcatori | 28’ Funes 42’ Westphal 45’ Machón |

#### Gruppo B

##### Classifica
| Pos | Squadra  | P.ti | G | V | N | P | GF | GS | DR |
| --- | -------- | ---- | - | - | - | - | -- | -- | -- |
| 1   | Brasile  | 6    | 2 | 2 | 0 | 0 | 9  | 1  | +8 |
| 2   | Canada   | 3    | 2 | 1 | 0 | 1 | 4  | 5  | -1 |
| 3   | Honduras | 0    | 2 | 0 | 0 | 2 | 1  | 8  | -7 |

##### Risultati
| Arbitro: | Prendergast |

|                              |           |            |
| Corazzin 9’ Holness 27’, 63’ | Marcatori | 40’ Carson |

| Arbitro: | Gutiérrez |

|                                             |           |               |
| André Luis 3’ Caio 7’ Sávio 14’ Machado 86’ | Marcatori | 66’ Radzinski |

| Arbitro: | Archundia |

|                                         |           |  |
| Caio 9’, 81’ Jamelli 31’, 61’ Sávio 80’ | Marcatori |  |

#### Gruppo C

##### Classifica
| Pos | Squadra           | P.ti | G | V | N | P | GF | GS | DR |
| --- | ----------------- | ---- | - | - | - | - | -- | -- | -- |
| 1   | Stati Uniti       | 6    | 2 | 2 | 0 | 0 | 5  | 2  | +3 |
| 2   | El Salvador       | 3    | 2 | 1 | 0 | 1 | 3  | 4  | -1 |
| 3   | Trinidad e Tobago | 0    | 2 | 0 | 0 | 2 | 4  | 6  | -2 |

##### Risultati
| Arbitro: | Archundia |

|                 |           |                                        |
| Latapy 59’, 64’ | Marcatori | 34’, 72’ (rig.) Díaz Arce 50’ Cerritos |

| Arbitro: | Sabillon |

|                            |           |                 |
| Wynalda 15’, 34’ Moore 53’ | Marcatori | 6’, 43’ Dwarika |

| Arbitro: | Ramdhan |

|                        |           |  |
| Wynalda 63’ Balboa 75’ | Marcatori |  |

#### Raffronto tra le seconde classificate
| Pos | Gruppo | Squadra     | P.ti | G | V | N | P | GF | GS | DR |
| --- | ------ | ----------- | ---- | - | - | - | - | -- | -- | -- |
| 1   | A      | Guatemala   | 3    | 2 | 1 | 0 | 1 | 3  | 1  | +2 |
| 2   | B      | Canada      | 3    | 2 | 1 | 0 | 1 | 4  | 5  | -1 |
| 3   | C      | El Salvador | 3    | 2 | 1 | 0 | 1 | 3  | 4  | -1 |

### Fase a eliminazione diretta

#### Tabellone
|  | Semifinali      | Semifinali      | Semifinali |         |         | Finale          | Finale          | Finale          |  |
|  |                 |                 |            |         |         |                 |                 |                 |  |
|  | 1C. Stati Uniti | 1C. Stati Uniti | 0          |         |         |                 |                 |                 |  |
|  | 1C. Stati Uniti | 1C. Stati Uniti | 0          |         |         |                 |                 |                 |  |
|  | 1B. Brasile     | 1B. Brasile     | 1          |         |         |                 |                 |                 |  |
|  | 1B. Brasile     | 1B. Brasile     | 1          |         | Brasile | Brasile         | 0               |                 |  |
|  |                 |                 |            |         | Brasile | Brasile         | 0               |                 |  |
|  |                 |                 | Messico    | Messico | 2       |                 |                 |                 |  |
|  | 1A. Messico     | 1A. Messico     | Messico    | Messico | 2       | 1               |                 |                 |  |
|  | 1A. Messico     | 1A. Messico     |            |         |         | 1               |                 |                 |  |
|  | 2A. Guatemala   | 2A. Guatemala   | 0          |         |         | Finale 3º posto | Finale 3º posto | Finale 3º posto |  |
|  | 2A. Guatemala   | 2A. Guatemala   | 0          |         |         |                 |                 |                 |  |
|  |                 |                 |            |         |         |                 |                 |                 |  |
|  |                 |                 |            |         |         | Stati Uniti     | Stati Uniti     | 3               |  |
|  |                 |                 |            |         |         | Stati Uniti     | Stati Uniti     | 3               |  |
|  |                 |                 |            |         |         | Guatemala       | Guatemala       | 0               |  |

#### Semifinali
| Arbitro: | Archundia |

|  |           |                   |
|  | Marcatori | 79’ (aut.) Balboa |

| Arbitro: | Baharmast |

|            |           |  |
| Blanco 64’ | Marcatori |  |

#### Finale per il 3º posto
| Arbitro: | Parra |

|                                    |           |  |
| Wynalda 34’ Agoos 37’ Kirovski 87’ | Marcatori |  |

#### Finale
| Arbitro: | Ramdhan |

|                               |           |  |
| García Postigo 54’ Blanco 75’ | Marcatori |  |

## Statistiche

### Classifica marcatori
4 reti
- Eric Wynalda

3 reti
- Caio
- Luis García Postigo

2 reti
- Jamelli
- Sávio
- Kevin Holness
- Raúl Díaz Arce

- Cuauhtémoc Blanco
- Ricardo Peláez
- Arnold Dwarika
- Russell Latapy

1 rete
- Leandro Machado
- André Luiz Moreira
- Carlo Corazzin
- Tomasz Radzinski
- Ronald Cerritos
- Juan Manuel Funes
- Martín Machón
- Edwin Westphal

- Presley Carson
- Agustín Garcia
- Eustacio Rizo
- Jeff Agoos
- Marcelo Balboa
- Jovan Kirovski
- Joe-Max Moore

Autoreti
- Marcelo Balboa (contro il Brasile)

### Premi
- Golden Ball Award:  Raúl Rodrigo Lara
- Golden Boot Award:  Eric Wynalda